# Salganea raggei
Salganea raggei es una especie de cucaracha del género Salganea, familia Blaberidae.

## Distribución
Esta especie se encuentra en China, Bután, India, Laos, Nepal, Vietnam, Sikkim y Tailandia.